# Sarışeyh, Kelkit
Sarışeyh là một xã thuộc huyện Kelkit, tỉnh Gümüşhane, Thổ Nhĩ Kỳ. Dân số thời điểm năm 2008 là 170 người.